# Avry
Avry ist eine politische Gemeinde im District de la Sarine (deutsch: Saanebezirk) des Kantons Freiburg in der Schweiz. Die Gemeinde Avry entstand am 1. Januar 2001 durch Fusion der vorher selbständigen Gemeinden Avry-sur-Matran (Freiburger Patois Avri chu Matranⓘ, deutsch Avry ob Matran, Sitz der Gemeindeverwaltung) und Corjolens.

## Geographie

Luftbild (1964)

Avry liegt auf 679 m ü. M., 7 km westsüdwestlich der Kantonshauptstadt Freiburg (Luftlinie). Das Dorf erstreckt sich an aussichtsreicher Lage auf einem Höhenrücken zwischen den Tälern der Glâne im Süden und der Sonnaz im Norden, im Molassehügelland des Freiburger Mittellandes. Die Gemeinde gehört mittlerweile zur Agglomeration Freiburg.
Die Fläche des 5,8 km² grossen Gemeindegebiets umfasst einen Abschnitt der Molassehöhen westlich von Freiburg. Der zentrale Gemeindeteil wird vom Höhenrücken von Avry eingenommen, auf dem mit 716 m ü. M. der höchste Punkt der Gemeinde erreicht wird, und der im Nordosten durch den Wald von Verdilloud begrenzt wird. Nach Süden reicht das Gebiet über die ehemals moorige Senke von Rosé auf die Waldkuppe La Rappaz (692 m ü. M.). Im Westen erstreckt sich der Gemeindeboden über ein Tälchen an den Hang von Corjolens. Im Norden verläuft die Gemeindegrenze entlang der Sonnaz und des Lac de Seedorf, die in einer bis zu 1 km breiten, flachen Senke liegen, die früher ein ausgedehntes Moorgebiet bildete. Von der Gemeindefläche entfielen 1997 13 % auf Siedlungen, 12 % auf Wald und Gehölze und 75 % auf Landwirtschaft.
Avry besteht aus den Ortsteilen Avry-sur-Matran (679 m ü. M.) und Avry-Centre (682 m ü. M.) auf dem Höhenrücken, der Industrie- und Bahnhofsiedlung Rosé (668 m ü. M.) auf einem Sattel zwischen den Tälern von Sonnaz und Glâne, dem Weiler Corjolens (660 m ü. M., früher eine selbständige Gemeinde) und einigen Einzelhöfen. Zwischen Rosé und Avry-Bourg befindet sich ein ausgedehntes Wohnquartier. Nachbargemeinden von Avry sind Corminboeuf, Matran, Neyruz, La Brillaz und Prez.

## Bevölkerung

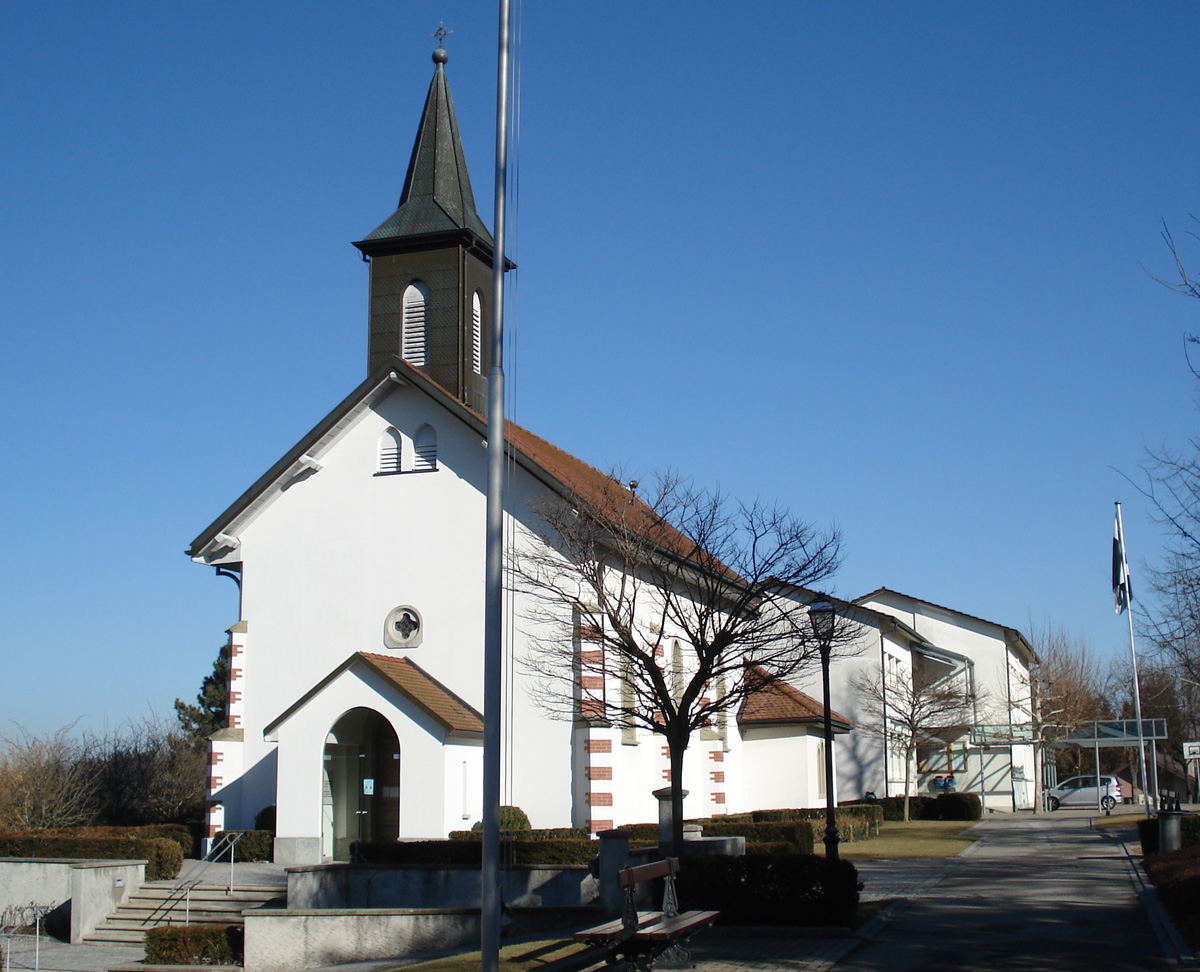
Chapelle de la Sainte Trinité

Mit 1926 Einwohnern (Stand 31. Dezember 2023) gehört Avry zu den mittelgrossen Gemeinden des Kantons Freiburg. Von den Bewohnern sind 86,0 % französischsprachig, 8,2 % deutschsprachig, und 1,2 % sprechen Italienisch (Stand 2000). Die Bevölkerungszahl von Avry (inkl. Corjolens) belief sich 1850 auf 380 Einwohner, 1910 auf 468 Einwohner. Nach einem Höchststand 1941 mit 521 Einwohnern nahm die Bevölkerung bis 1960 um rund 20 % auf 421 Einwohner ab. Seither wurde wieder ein rasantes Bevölkerungswachstum verbunden mit einer Verdreifachung der Einwohnerzahl innerhalb von 40 Jahren verzeichnet.
Einwohnerzahlen: Volkszählungsdaten    Zahlen bis 2000 ehemalige Gemeinde Avry-sur-Matran, ab 2010 inkl. Corjolens (Eingemeindung 2001)

## Wirtschaft
Avry war bis in die zweite Hälfte des 20. Jahrhunderts ein vorwiegend durch die Landwirtschaft geprägtes Dorf. Während des Zweiten Weltkrieges wurde bei Avry Torf gestochen. Heute haben der Ackerbau, die Milchwirtschaft und die Viehzucht nur noch einen geringen Stellenwert in der Erwerbsstruktur der Bevölkerung.
Zahlreiche weitere Arbeitsplätze sind im lokalen Kleingewerbe und im Dienstleistungssektor vorhanden. In der Nähe von Freiburg und an den Hauptverkehrsachsen gelegen, entwickelte sich Avry seit den 1970er-Jahren zu einem Industrie- und Gewerbestandort mit umfangreichen Einkaufsmöglichkeiten. 1965 liess sich die Sofraver AG in Avry-sur-Matran nieder, die Isolierglas herstellt. Weitere Unternehmen sind im Bau- und Transportgewerbe, in der Elektrobranche, der Informationstechnologie, im Schaltanlagenbau und im Schwimmbadbau tätig. Seit 1973 existiert das grosse Einkaufszentrum Avry-Centre der Migros. In den letzten Jahrzehnten hat sich das Dorf dank seiner attraktiven Lage auch zu einer Wohngemeinde entwickelt. Viele Erwerbstätige sind deshalb Wegpendler, die hauptsächlich in der Region Freiburg arbeiten.

## Verkehr
Die Gemeinde ist verkehrsmässig sehr gut erschlossen. Sie liegt an der Hauptstrasse von Freiburg nach Payerne. Der nächste Anschluss an die Autobahn A12 (Bern-Vevey) befindet sich rund 2 km vom Ortskern entfernt. Am 4. September 1862 wurde die Eisenbahnlinie von Lausanne nach Freiburg mit einem Bahnhof in Rosé in Betrieb genommen. Für die Feinverteilung im öffentlichen Verkehr sorgen die Stadtbuslinie 11 von Freiburg und zwei Buslinien der Transports publics Fribourgeois von Rosé nach Chénens bzw. Grolley sowie zwei Postautolinien von Avry nach Sédeilles.

## Geschichte
Die erste urkundliche Erwähnung des Ortes erfolgte 1162 unter dem Namen De Avriei; abgeleitet vom gallorömischen Geschlechtsnamen Aprius. Seit dem 13. Jahrhundert ist die Adelsfamilie Affry belegt, welcher die Dorfherrschaft oblag. Durch Kauf kam Avry 1442 unter die Herrschaft von Freiburg und wurde der Alten Landschaft (Neustadtpanner) zugeordnet. Nach dem Zusammenbruch des Ancien Régime (1798) gehörte das Dorf während der Helvetik und der darauf folgenden Zeit zum Bezirk Freiburg, bevor es 1848 mit der neuen Kantonsverfassung in den Saanebezirk eingegliedert wurde.
Im Rahmen der seit 2000 vom Kanton Freiburg geförderten Gemeindefusionen entschlossen sich die Bewohner von Avry-sur-Matran und von Corjolens für eine Fusion ihrer Gemeinden. Die mit Wirkung auf den 1. Januar 2001 entstandene neue politische Gemeinde erhielt den Namen Avry.

## Sehenswürdigkeiten
In Avry befindet sich das um 1704 erbaute Château de Buman. Ein weiterer Landsitz aus dem 18. Jahrhundert steht in Courtaney. Die Dreifaltigkeitskapelle stammt von 1897. Avry gehört zur Kirchgemeinde Matran.